# Oedemachilus coquereli
Oedemachilus coquereli är en tvåvingeart som beskrevs av Jacques-Marie-Frangile Bigot 1860. Oedemachilus coquereli ingår i släktet Oedemachilus och familjen bredmunsflugor.
Artens utbredningsområde är Madagaskar. Inga underarter finns listade i Catalogue of Life.